# The Deepest Breath
The Deepest Breath är en amerikansk dokumentärfilm från 2023. Filmen är regisserad av Laura McGann som också skrivit filmens manus. Filmen hade premiär på 2023 års Sundance Film Festival den 22 januari 2023. Filmen har digital premiär planerad på strömningstjänsten Netflix den 19 juli 2023.

## Handling
Filmen kretsar kring den italienska fridykaren Alessia Zecchini och hennes jakt efter att slå världsrekordet i fridykning. Till sin hjälp har hon säkerhetsdykaren Stephan Keenan.

## Medverkande
- Alessia Zecchini
- Stephan Keenan